# Aéroport de Mala Mala
L'Aéroport de Mala Mala (code IATA : AAM • code OACI : FAMD) est un petit aéroport situé près de Mala Mala, en Afrique du Sud.

## Situation
'
| Bloemfontein Mthatha Skukuza Richards Bay Polokwane/Pietersburg Pietermaritzburg Prétoria-Wonderboom Ulundi Upington Pilanesberg Le Cap Phalaborwa Port Elizabeth Kruger Mpumalanga Kimberley Mala Mala Durban George Plettenberg · Bay Hoedspruit Jo'bourg-Lanséria Jo'bourg-OR Tambo East London |

Carte statique des aéroports d'Afrique du Sud.Carte dynamique des aéroports d'Afrique du Sud.

## Compagnies et desetinations
| Compagnies  | Destinations           |
| ----------- | ---------------------- |
| Federal Air | Johannesbourg OR Tambo |

Actualisé le 21/11/2023